# Capparidastrum tuxtlense
Capparidastrum tuxtlense är en kaprisväxtart som beskrevs av Cornejo och Iltis. Capparidastrum tuxtlense ingår i släktet Capparidastrum och familjen kaprisväxter. Inga underarter finns listade i Catalogue of Life.